# Kiki Bertens
Kiki Bertens (Wateringen, 10 december 1991) is een voormalig proftennisster. Ze bereikte in mei 2019 de vierde plaats op de WTA-wereldranglijst. Daarmee werd ze de hoogst genoteerde Nederlandse tennisspeelster ooit. Ze bereikte op Roland Garros in 2016 de halve finale, haar beste resultaat op een grandslamtoernooi. In de periode 2011–2017 maakte Bertens deel uit van het Nederlandse Fed Cup-team; zij behaalde daar een winst/verlies-balans van 24–4.

## Loopbaan
Bertens begon op zesjarige leeftijd met tennissen. Bertens speelde tot haar twaalfde handbal bij VELO in Wateringen.
Na het behalen van haar havodiploma in 2009 ging zij zich volledig op de sport richten.

### Vroege loopbaan
Bertens speelde haar eerste professionele ITF-toernooi in de Zuid-Hollandse plaats Vlaardingen in augustus van 2006. Daar wist zij meteen winst te boeken door in de eerste ronde de geplaatste nummer 6, de Oekraïense Iryna Boerjatsjok, in twee sets te overmeesteren. Destijds speelde de Wateringse in het dubbelspel met Marieke de Jong, met wie zij in Vlaardingen de kwartfinale wist te bereiken. In juni 2007 nam Bertens voorts deel aan het ITF-toernooi in de Noord-Hollandse stad Alkmaar, waar zowel in het enkelspel als in het dubbelspel met Patricia van Worcum geen winst werd geboekt. In 2008 begon Bertens meer professioneel tennis te spelen, met ITF-toernooien in Alkmaar, Breda, Brussel, Enschede en Alphen aan den Rijn. In Enschede wist Bertens zelfs de halve finale te bereiken. In het dubbelspel met Nicolette van Uitert werd in Brussel de halve finale bereikt. Het jaar 2009 bracht een vliegende start, met dertien gespeelde wedstrijden op het ITF-niveau, waarbij in Apeldoorn de finale werd bereikt. In Almere en Antalya wist Bertens zelfs te winnen. In het dubbelspel won Bertens vijf ITF-titels, onder meer in Bree, Rebecq en Jersey. In 2010 smaakten de successen naar meer en werd er op een hoger ITF-niveau, met wedstrijden met meer prijzengeld gespeeld. Er werden wel 24 ITF-toernooien gespeeld. Op drie toernooien werd de finale bereikt en in Rotterdam werd zelfs winst behaald. Op het $ 100.000-toernooi in Torhout kwam de Wateringse tot de kwartfinale, waar zij door de Roemeense Simona Halep werd verslagen. In het dubbelspel werd in Antalya en Helsinki gewonnen.

### Aanloop naar top 100

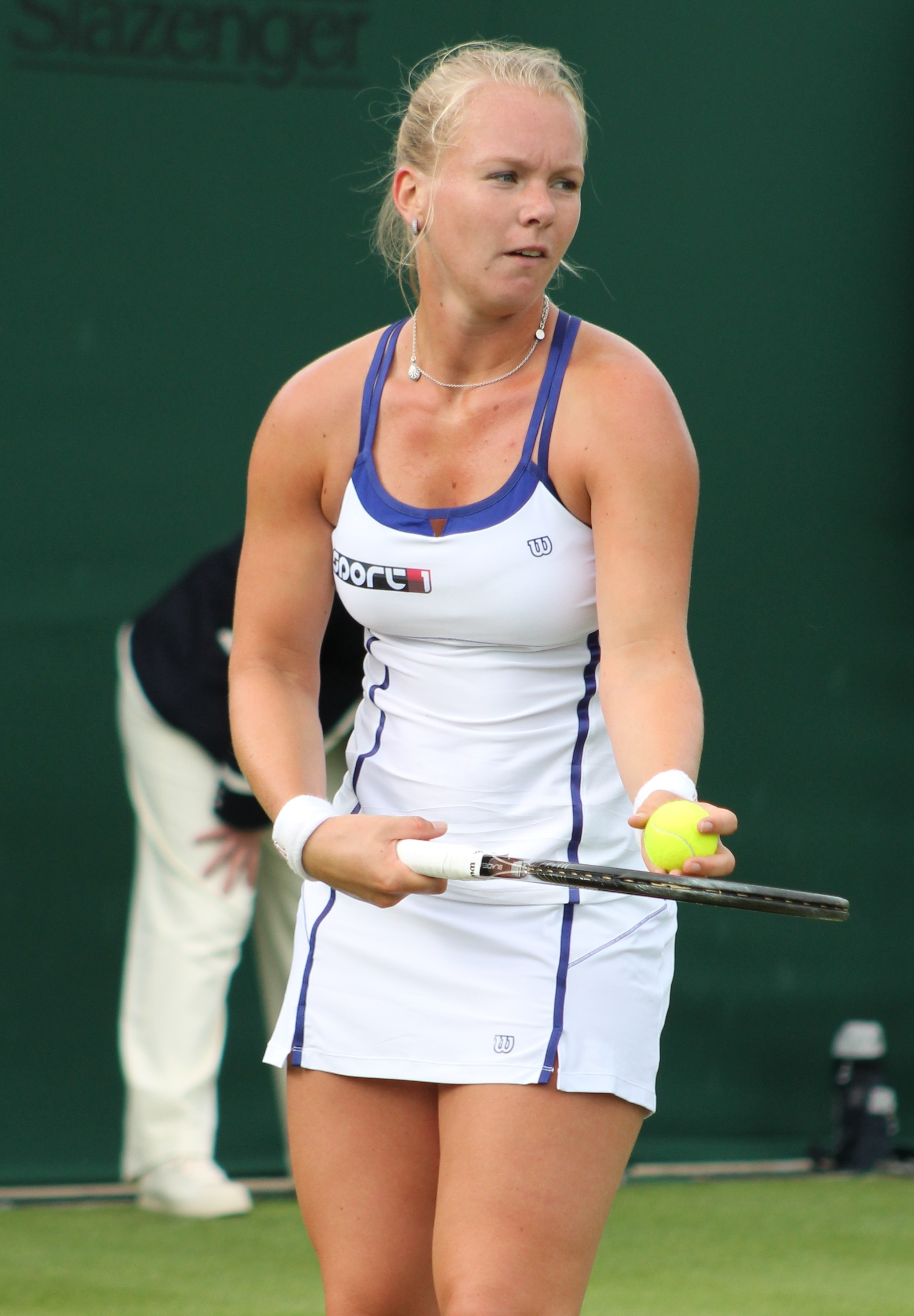
Bertens op het grastoernooi Wimbledon in 2013

In 2011 speelde Bertens haar eerste WTA-toernooi in Rosmalen waar zij in de eerste ronde werd uitgeschakeld door de Italiaanse Sara Errani. Op het WTA-toernooi van Luxemburg wist Bertens de kwalificatierondes niet te doorstaan. 2011 was ook het jaar waarin Bertens een gooi deed naar de grandslamtoernooien. Op Roland Garros en het US Open sneuvelde de Wateringse echter al in kwalificatieronde een. Van de twintig ITF-toernooien die zij speelde, wist Bertens die in Koksijde te winnen. In het dubbelspel werd gewonnen in Monteroni en Ismaning. In de Fed Cup speelde Bertens voor het Nederlandse team tegen Roemenië, Hongarije en Letland.
In 2012 werd de overstap ingezet naar het spel op WTA-niveau. Bertens nam deel aan maar liefst twaalf WTA-toernooien, waarvan zij tienmaal het hoofdtoernooi wist te bereiken. Op ITF-niveau werden de toernooien in Irapuato en Bath met een titel afgesloten. Belangrijker nog was de winst die Bertens op 28 april 2012 boekte in de Marokkaanse stad Fez, waar zij haar eerste toernooizege op de WTA-tour wist te behalen. Het was zelfs de eerste toernooizege van een Nederlandse sinds Michaëlla Krajicek in juni 2006 het WTA-toernooi van Rosmalen won. Bertens, die als kwalificante het toernooi binnenkwam, versloeg in de finale de Spaanse Laura Pous Tió met 7-5 en 6-0. Door haar zege kwam Bertens tevens voor het eerst de top 100 van de wereldranglijst binnen. Op Roland Garros, Wimbledon en het US Open wist Bertens voor het eerst in haar loopbaan het hoofdtoernooi te bereiken. Op Wimbledon en het US Open reikte Bertens zelfs tot ronde twee.
In de Fed Cup speelde Bertens in de halve groepsfinale van groep I tegen Estland waarbij zij wist te winnen van Eva Paalma.

### 2013
In 2013 voltooide Bertens haar overstap naar het hoogste niveau en werd louter op WTA-niveau getennist. Driemaal werden de kwartfinales op een WTA-toernooi bereikt, respectievelijk in Auckland, Acapulco en Marrakesh. Daarnaast speelde Bertens op het WTA-toernooi van Parijs een halve finale tegen Sara Errani, die zij uiteindelijk vanwege een rugblessure moest staken. Op 4 februari, na het optreden in Parijs, steeg Bertens van plek 65 tot plek 50, waardoor voor het eerst de top 50 werd bereikt. 2013 was eveneens het jaar waarin de Wateringse voor het eerst in de hoofdtabel van alle vier grandslamtoernooien wist te komen. Tevens was dit het jaar waarin Bertens voor het eerst begon te spelen met Johanna Larsson, een dubbelspelpartner met wie zij later een vast duo zou vormen. Met Larsson bereikte Bertens op het US Open voor het eerst de tweede ronde in het dubbelspel.

### 2014
2014 bracht een wisselvallig jaar. In januari wist Bertens in Brisbane en Sydney niet door de kwalificaties heen te komen. Op het Australian Open verloor zij al in ronde een. Op het Premier Mandatory-toernooi van Miami verloor zij van Samantha Stosur in de tweede ronde. Door de tegenvallende resultaten werd ervoor gekozen aan het ITF-toernooi van Osprey deel te nemen. Daar werd de kwartfinale bereikt, waar Marina Erakovic te sterk was voor de Wateringse. Na meer wisselvallige resultaten werd er op het $ 100,000-ITF-toernooi in Cagnes-sur-Mer de halve finale bereikt. Met Johanna Larsson wist Bertens zelfs de titel in het dubbelspel te winnen. Op Roland Garros zag Bertens het licht en bereikte zij maar liefst de vierde ronde, een nieuw persoonlijk record. De rest van het jaar lukte het Bertens moeilijk de hoofdtabel van toernooien te bereiken en op het US Open moest in ronde een worden opgegeven vanwege ziekte.
Verder werd nog de kwartfinale in Luxemburg bereikt. In de Fed Cup speelde Bertens voor het Nederlandse team tegen Kroatië, België, Luxemburg en Wit-Rusland. Tevens werd een poging gedaan te promoveren naar Wereldgroep II. Hiervoor speelde Bertens in de play-offs tegen de Japanse Misaki Doi en Kurumi Nara van wie zij beiden wist te winnen. Het Nederlandse team won van Japan met 3 tegen 2 en promoveerde daardoor naar Wereldgroep II.

### 2015
In 2015 zakte de Wateringse enigszins weg op de ranglijst. Op ITF-niveau bereikte Bertens in Poitiers de kwartfinale en in Cagnes-sur-Mer de halve finale en werd in Koksijde zelfs winst behaald. Op WTA-niveau werd als hoogste resultaat in het enkelspel een halve finale in Rosmalen geboekt. Op het Australian Open en het US Open kwam Bertens niet verder dan ronde twee. In het dubbelspel won Bertens samen met haar dubbelspelpartner Johanna Larsson in het dubbelspel in zowel Hobart als Båstad. Op het US Open kwam het duo tot de derde ronde en op het Australian Open werd zelfs de kwartfinale bereikt.

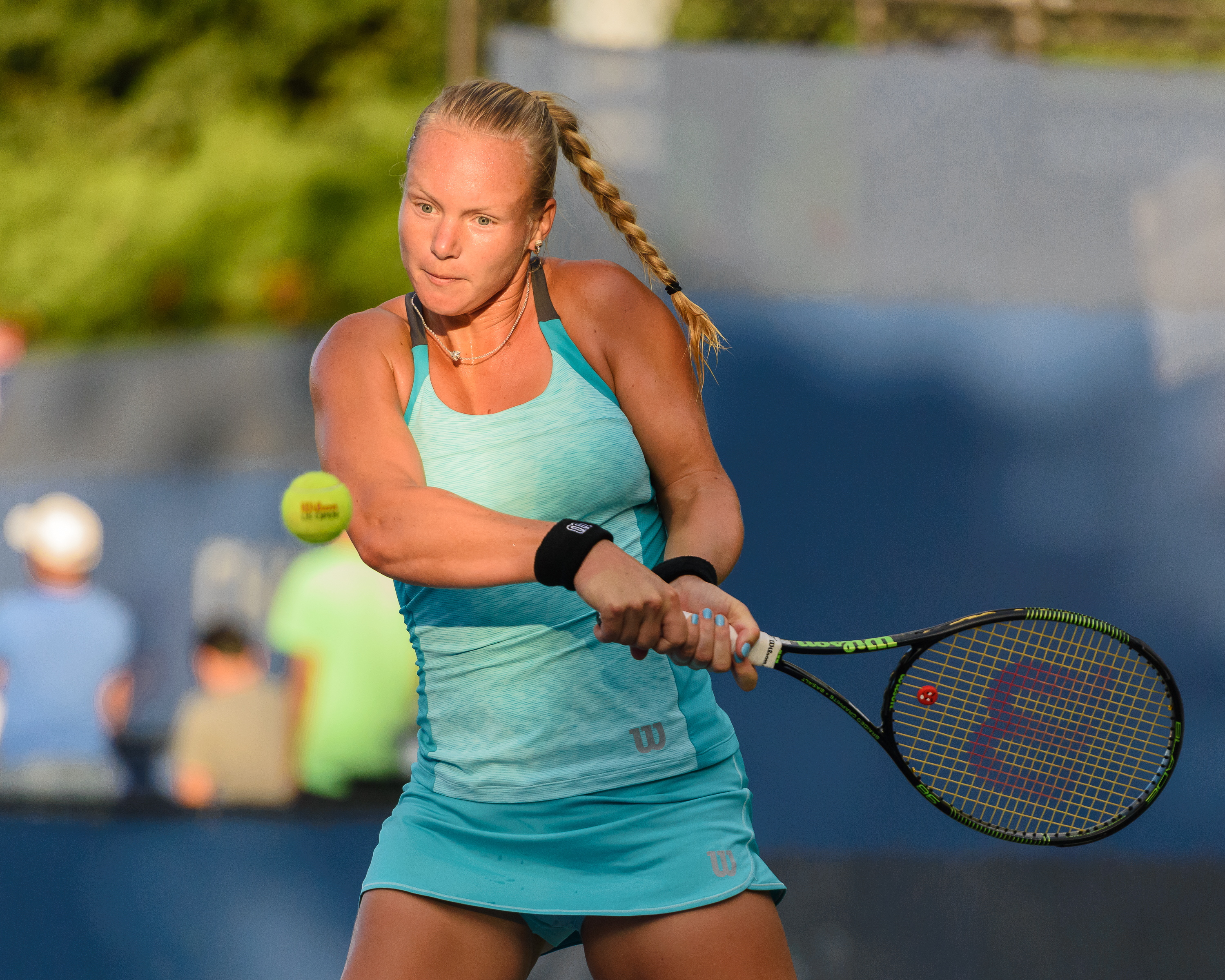
Bertens in actie op het US Open in 2015

In augustus werd bekend dat Raemon Sluiter de nieuwe coach en begeleider van Bertens zou worden. De op dat moment 37-jarige oud-tennisprof was als jeugdcoach werkzaam bij de KNLTB, maar had te kennen gegeven zijn aflopende contract niet te willen verlengen. Dit kwam gelegen voor Bertens, destijds de nummer 110 van de wereldranglijst. Zij zat namelijk al enkele maanden zonder een vaste coach, nadat zij had gebroken met haar meereizende coach Christiaan de Jong. Martin van der Brugghen, Bertens' coach in Nederland, bleef nog wel betrokken bij haar begeleidingsteam. In de Fed Cup was het Nederlandse team inmiddels gepromoveerd tot de Wereldgroep II door hun eerder overwinning op Japan met 3 tegen 2. In de Play-offs speelde Bertens tegen Australië en in de kwartfinale tegen Slowakije won Bertens van Magdaléna Rybáriková en werd verloren tegen Anna Karolína Schmiedlová. Ondanks dit verlies won het Nederlandse team van Slowakije met 4 tegen 1.

### 2016
Het jaar 2016 was een topjaar voor de Wateringse. Bertens begon haar seizoen in januari op het WTA-toernooi van Auckland. Op het WTA-toernooi van Hobart strandde Bertens in de kwartfinale, nadat zij de eerdere drie kwalificatieronden had overleefd. In april lukte het Bertens vervolgens opnieuw de halve finale te bereiken op het WTA-toernooi van Rabat, waarna zij door de Nieuw-Zeelandse Marina Erakovic werd uitgeschakeld. In mei wist Bertens echter de halve finale op het WTA-toernooi van Neurenberg te passeren en de finale tegen Mariana Duque Mariño te winnen, waardoor Bertens op 21 mei 2016 haar tweede WTA-titel op haar naam schreef. Zij won toen in Neurenberg zowel het enkelspel, als het dubbelspel met Johanna Larsson. Sterker nog, Bertens boekte zelfs tien opeenvolgende overwinningen.

##### Roland Garros
Drie dagen na Neurenberg versloeg Bertens in de eerste ronde van Roland Garros Angelique Kerber die op dat moment de nummer 3 van de wereld was. Op dezelfde middag schakelde zij in het vrouwendubbelspel samen met Larsson het als tweede geplaatste koppel Bethanie Mattek-Sands/Lucie Šafářová uit, waardoor dit koppel de titel van 2015 niet meer kon verdedigen. In de tweede ronde van het enkelspel moest de Italiaanse Camila Giorgi eraan geloven en in de tweede ronde van het vrouwendubbelspel het koppel María Irigoyen/Paula Kania. In de derde ronde van het enkelspel schakelde Bertens de als 29ste geplaatste Darja Kasatkina uit, waardoor zij net als in 2014 de vierde ronde bereikte van Roland Garros. Hiermee verzekerde zij zich tevens van een plaats in het enkelspel van de Olympische Zomerspelen in Rio de Janerio. Eén dag later boekte zij in de derde ronde van het vrouwendubbelspel samen met haar partner een zege op de zusters Serena en Venus Williams, waardoor zij voor het eerst de kwartfinale bereikte in het vrouwendubbelspel van Roland Garros. Na twee rustdagen vanwege regen in Parijs, won Bertens in de vierde ronde van het enkelspel in twee sets van de als vijftiende geplaatste Madison Keys. Daarmee plaatste zij zich als eerste Nederlandse voor de kwartfinale van Roland Garros sinds Manon Bollegraf in 1992. Ook werd zij de eerste Nederlandse in de kwartfinale van een grandslamtoernooi sinds Michaëlla Krajicek op Wimbledon 2007. Op dezelfde middag kwam er een eind aan Bertens' reeks van 17 overwinningen op rij in zowel het enkel- als dubbelspel. Bertens en Larsson verloren van het als vijfde geplaatste duo Caroline Garcia/Kristina Mladenovic. Eén dag later versloeg zij tijdens de kwartfinale van het enkelspel de als achtste geplaatste Timea Bacsinszky in straight sets en bereikte zij met haar twaalfde opeenvolgende zege in het enkelspel voor het eerst in haar loopbaan een halve finale van een grandslamtoernooi. Bovendien was zij de eerste Nederlandse in de halve finale van Roland Garros sinds Marijke Jansen in 1971 en de eerste Nederlandse in de halve finale van een grandslamtoernooi sinds Betty Stöve op het US Open 1977. Bertens verloor de halve finale van Serena Williams, met 6-7 en 4-6. Ondanks haar verlies tegen Williams trok haar sprookjesachtig optreden op Roland Garros veel aandacht, waardoor zij op 10 juni bekroond werd als WTA Doorbraak van de maand mei.

##### Wimbledon
Na het missen van enige WTA-toernooien, waaronder het eerder geplande WTA-toernooi van Rosmalen, vanwege de op Roland Garros opgelopen kuitblessure, kwam Bertens op 27 juni weer in actie op Wimbledon. Daar mocht zij als de geplaatste nummer 26 voor het eerst als een geplaatste speelster aan een grandslamtoernooi deelnemen. Bertens vierde na 54 minuten een eenvoudige zege op de Letse Jeļena Ostapenko.

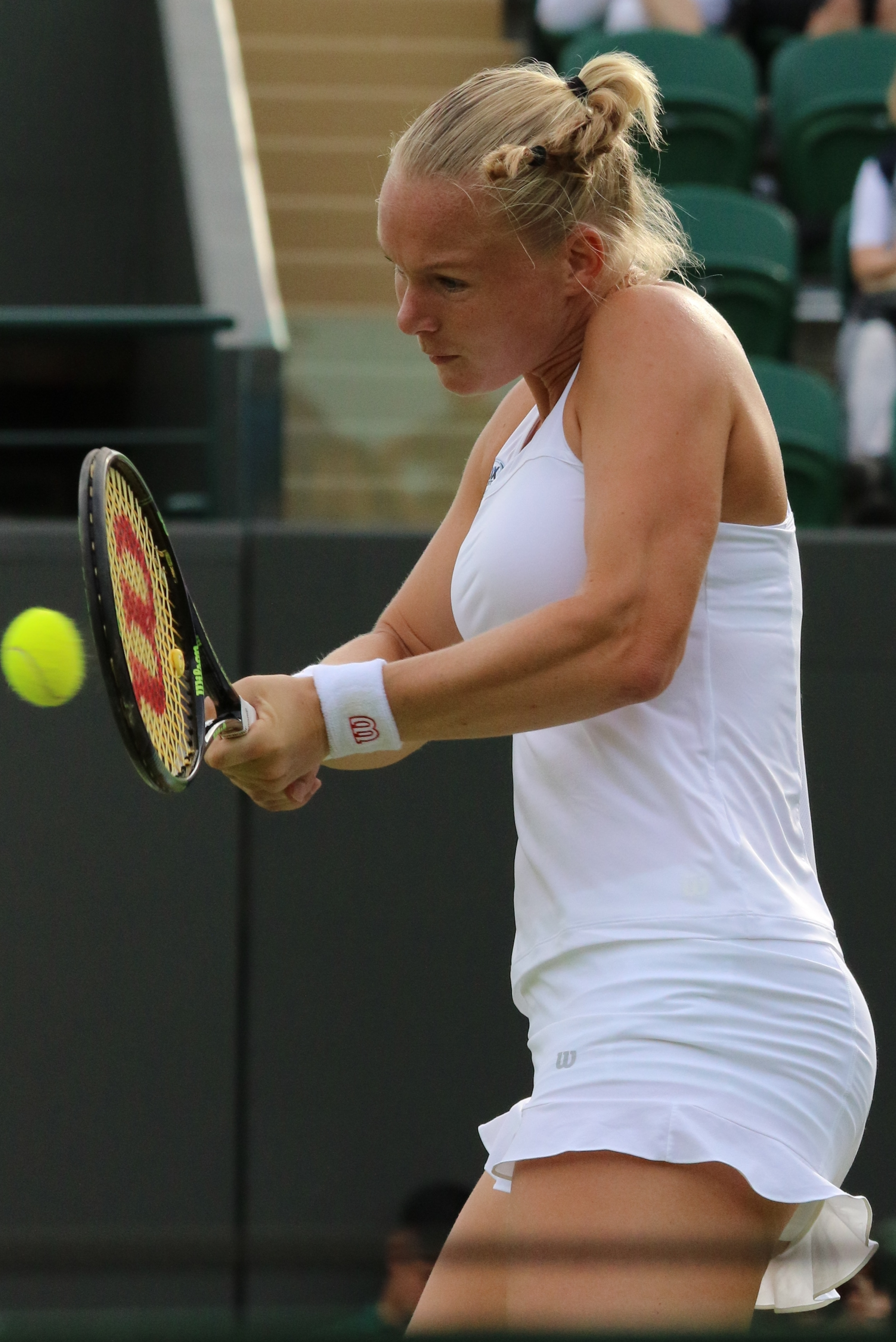
Bertens in de eerste ronde enkelspel van Wimbledon 2016

Op woensdag 29 juni gooide slecht weer roet in het eten en werden sommige wedstrijden, waaronder die van Bertens, uitgesteld. Op donderdag 30 juni speelde Bertens haar tweede ronde tegen de Duitse Mona Barthel. Bertens en Barthel kwamen in verscheidene wedstrijden al eerder tegenover elkaar te staan, waarvan Bertens uit elf ontmoetingen maar liefst negen keer in het stof moest bijten. Desalniettemin slaagde Bertens erin na twee sets de Duitse te overtroeven. Hierdoor bereikte zij voor het eerst in haar loopbaan de derde ronde van het Londense grastoernooi. De derde ronde tegen Simona Halep kon door het weer pas plaatsvinden op zaterdag 2 juli en werd gespeeld op het overdekte centre court. Door de eerder opgelopen kuitblessure moest Bertens haar meerdere in Halep erkennen. Halep won met 6-4, 6-3. Desalniettemin boekte Bertens met haar winst op Jeļena Ostapenko en Mona Barthel voor het eerst een tweederondezege op Wimbledon. Zaterdag begon voorts het vrouwendubbelspel voor de als 16de geplaatste Bertens en haar Zweedse partner Johanna Larsson. In ronde een speelden de twee tegen het Roemeense koppel Irina-Camelia Begu en Raluca Olaru. Daar kwam het spel wél tot een voorspoedig einde. Na iets meer dan een uur spelen, pakten Bertens en Larsson de winst. Door deze overwinning brak Bertens overigens weer een persoonlijk record en bereikte zo voor het eerst de tweede ronde in het dubbelspel op Wimbledon. Op Middle Sunday, zondag 3 juli, mochten Bertens en Larsson alweer de baan op om te spelen tegen Anna-Lena Grönefeld en Květa Peschke op wie geen winst te boeken viel. Het werd 6-4 en 6-1. Inmiddels stond de volgende uitdaging alweer klaar, want Bertens zou voor het eerst in het gemengd dubbelspel op een Grand Slam spelen. Dit deed zij met Jean-Julien Rojer, met wie zij zich als de nummer 8 had weten te plaatsen. De deelname aan het gemengd dubbelspel was ter voorbereiding op de Olympische Spelen in Rio de Janeiro. Bertens en Rojer speelden hun eerste wedstrijd op maandag 4 juli tegen Jeļena Ostapenko en Olivier Marach, van wie zij verloren met 6-4, 6-7, 4-6.
Na het optreden op Wimbledon 2016 speelde Bertens op het WTA-toernooi van Gstaad, waar zij op 15 juli in één dag achtereenvolgens zowel Tamira Paszek als Claire Feuerstein versloeg in het enkelspel, waardoor zij de kwartfinales bereikte. Diezelfde dag bereikte het duo Bertens en Larsson tevens de halve finale in het dubbelspel. Op zaterdag 16 juli moesten er, vanwege de eerdere vertraging door regen, wéér drie wedstrijden worden gespeeld. De kwartfinale speelde Bertens tegen Irina Chromatsjova, waarna zij de halve finale in het enkelspel wist te bereiken. In deze halve finale moest Bertens zich meten met de thuis spelende Timea Bacsinszky, van wie zij tevens wist te winnen, waardoor Bertens voor de tweede keer dit jaar en de derde keer in haar loopbaan in de finale van een WTA-toernooi stond. Aan het eind van deze zaterdag zou nog de halve finale dubbelspel gespeeld worden, maar deze lieten Bertens en Larsson schieten. In de finale speelde Bertens tegen Viktorija Golubic, van wie de Wateringse tevergeefs probeerde te winnen. Het werd 6-4, 3-6, 4-6.
Na het succes in Gstaad steeg Bertens tot de nummer 21 op de wereldranglijst, de hoogste ranking tot nu toe. Bertens begon voorts aan het WTA-toernooi van Båstad dat begon op maandag 18 juli. Daar werd Bertens al in de eerste ronde door haar rivale Bethanie Mattek-Sands verslagen. In het dubbelspel strandden Bertens en de Zweedse Larsson in de kwartfinales. De Roemeense Andreea Mitu en de Poolse Alicja Rosolska waren te sterk voor het duo.

##### Olympische Spelen in Rio de Janeiro
De volgende mijlpaal in Bertens' loopbaan was het tennis op de Olympische Zomerspelen in Rio de Janeiro dat begon op zaterdag 6 augustus. Vanaf zaterdag nam Bertens voor het eerst sinds haar profdebuut deel aan een Olympische Spelen. In de eerste ronde in het enkelspel speelde Bertens tegen de Italiaanse Sara Errani waarvan Bertens niet wist te winnen. Sara Errani won met 6-4, 4-6, 3-6, waardoor het eerste Olympische avontuur in het enkelspel vroeg tot een einde kwam voor Bertens. In het gemengd dubbelspel op 11 augustus speelden Bertens en Jean-Julien Rojer tegen het Amerikaanse team Venus Williams & Rajeev Ram. Bertens en Rojer verloren nipt. Het werd 7-6, 6-7, [8-10].

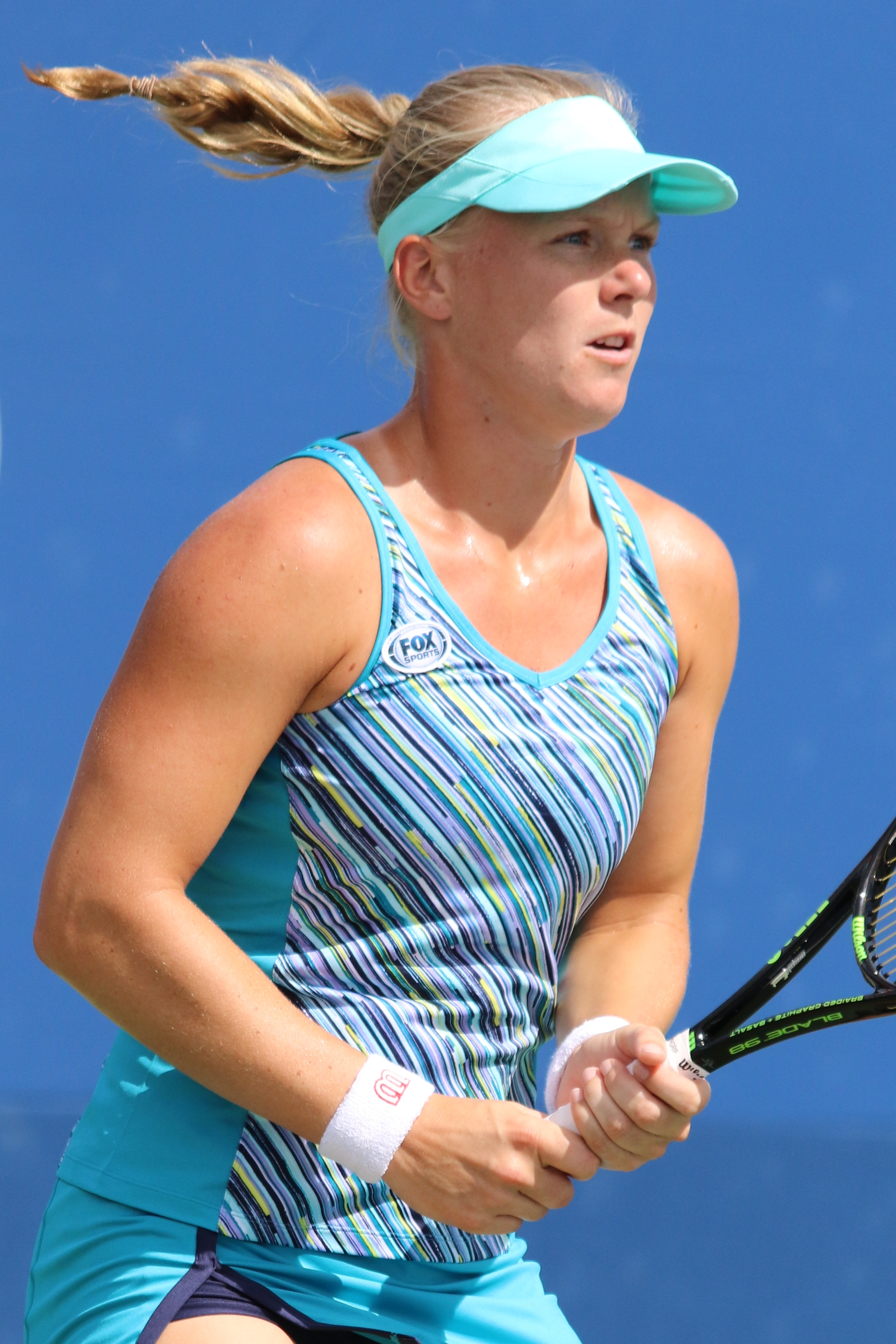
Bertens op het US Open in 2016

##### US Open
Het tennis op de Olympische Zomerspelen bood Bertens al enige voorbereiding op het spel op het Amerikaanse hardcourt. Verder stonden het WTA-toernooi van Cincinnati en het WTA-toernooi van New Haven op het programma. In Cincinnati werd een grieperige Bertens al in de eerste ronde verslagen door de kwalificante Alizé Cornet. Tegen het wildcard-duo Bencic/Flipkens wisten Bertens en Larsson in het dubbelspel te winnen. Het duo zou daardoor in ronde twee tegen Martina Hingis en Coco Vandeweghe uitkomen, maar besloot hiervan af te zien om Bertens te sparen. Op het toernooi van New Haven legde Bertens het al in ronde een af tegen de Estische Anett Kontaveit. In het dubbelspel kwamen Bertens en Larsson niet verder dan de kwartfinale.
Het volgende en laatste grandslamtoernooi van het seizoen, het US Open, begon op 29 augustus. Bertens mocht als de geplaatste nummer 20 voor de tweede keer in haar loopbaan als een geplaatst speelster deelnemen aan een grandslamtoernooi. In ronde een kwam Bertens de 18-jarige Kroatische Ana Konjuh tegen, door wie zij werd verslagen met 3-6, 6-2, 4-6. Dit verlies op het US Open betekende een teleurstellende reeks verloren eerste ronden gedurende de laatste vijf toernooien sinds het WTA-toernooi van Båstad. In het dubbelspel speelde het als nummer 15 geplaatste duo Bertens/Larsson later die week in ronde een tegen het duo Misaki Doi/Varvara Lepchenko. Door winst kwamen Bertens en Larsson in ronde twee tegen het duo Asia Muhammad/Taylor Townsend dat met 6-4, 6-4 uiteindelijk te sterk voor de twee bleek.

##### Naseizoen
Op 16 september maakte Bertens bekend dat bij eerdere fysieke en medische tests oververmoeidheid was gebleken, waardoor de geplande toernooien in Wuhan en Peking plaats moesten maken voor extra rust. Op 26 september kondigde de Wateringse aan dat zij zich weer aan haar training had gewijd. Diezelfde dag werd de halve finale nominatie van Bertens voor een Fed Cup Heartaward door de organisatie van de Fed Cup afgekondigd. Bertens had voorgenomen vanaf het WTA-toernooi van Linz op 10 oktober weer te spelen. Op dit toernooi wist Bertens in het enkelspel echter nog niet haar beste tennis te spelen. De eerste ronde tegen de Roemeense Sorana Cîrstea, de nummer 83 van de wereld, was meteen het eindstation voor de Wateringse. In Linz bleek het dubbelspel met de Zweedse Johanna Larsson meer succes beschoren te zijn. Het als tweede geplaatste duo won na een reeks overwinningen van het duo Grönefeld/Peschke met 4-6, 6-2, en [10-7] in de match-tiebreak, waardoor Bertens haar vierde WTA-dubbelspeltitel in de wacht sleepte. Op 11 oktober werd Bertens door de organisatie van de WTA genomineerd als finaliste voor de Meest Gevorderde Speler van het Jaar 2016.
Op 17 oktober begon voorts het WTA-toernooi van Luxemburg. In de eerste ronde viel Bertens een 6-4, 6-4 winst op de Duitse Annika Beck te beurt. Zodoende wist Bertens na zes opeenvolgende verliezen in de eerste ronde enkelspel, sinds het WTA-toernooi van Båstad in juli van dit jaar, eindelijk te breken met haar verliesreeks. In de tweede ronde versloeg de Wateringse de Slowaakse Anna Karolína Schmiedlová met 6-3, 6-1. In de kwartfinale moest voorts de Tsjechische Denisa Allertová eraan geloven. Met 6-0, 6-4 bereikte Bertens de halve finale, waarin zij het uiteindelijk af moest leggen tegen de Roemeense Monica Niculescu met 3-6, 3-6. In het dubbelspel wisten Bertens en Larsson echter wél de finale te bereiken door het duo Brengle/Geuer met 6-2, 6-2 te verslaan. In de finale dubbelspel speelden de Wateringse en de Zweedse uit Boden tegen het Roemeense duo Niculescu/Țig en ook ditmaal wisten Bertens en Johanna na een zwaar gestreden 4-6, 7-5, [11-9] winst de finale te winnen, waardoor het duo voor een tweede achtereenvolgende maal in een WTA-dubbelspelfinale de titel op hun naam mocht zetten.
Even leek het erop dat dit het laatste toernooi van het seizoen zou zijn, echter had Bertens op 22 oktober te kennen gegeven zich voor te bereiden op het WTA-toernooi van Zhuhai in november. Dit toernooi, dat beter bekend staat als het toernooi om de WTA Elite Trophy, is een toernooi voor speelsters met de hoogste WTA-ranking die zich niet hebben gekwalificeerd voor de WTA Tour Championships. Door de terugtrekking van Caroline Wozniacki en de reeds eerdere afstand van de kwalificatieplaats door Viktoryja Azarenka was Bertens verzekerd van een plaats op het prestigieuze toernooi dat op 1 november aanving. Ook in het dubbelspel bestond de mogelijkheid voor Bertens om haar jaar af te sluiten in Zhuhai. Haar Zweedse partner Johanna Larsson had echter besloten niet aan het WTA-toernooi van Zhuhai deel te willen nemen. Bertens' eerste wedstrijd in de groepsfase werd gespeeld tegen de Oekraïense Elina Svitolina, van wie Bertens niet wist te winnen. Het werd 6-2, 4-6, 2-6 voor de Oekraïense. De tweede wedstrijd in de groepsfase en haar laatste wedstrijd van dit jaar speelde Bertens tegen Jelena Vesnina. Door de winst van Elina Svitolina op Vesnina was bij voorbaat al geen plaatsing voor de halve finales mogelijk. Met 6-4, 7-6 verloor Bertens ook deze wedstrijd.
In het voorseizoen speelde Bertens nog in de International Premier Tennis League, een lucratieve competitie die elk jaar in teamverband wordt gespeeld op drie plaatsen in Azië. Bertens speelde voor de OUE Singapore slammers en speelde in het team met Nick Kyrgios, Marcos Baghdatis, Marcelo Melo, Carlos Moyá en Rainer Schuttler met wie zij op 11 december het toernooi zelfs wist te winnen.

### 2017
Bertens begon het nieuwe jaar in Auckland. In ronde een moest Bertens zich meten met de Amerikaanse Lauren Davis. Door slechte weersomstandigheden werd de wedstrijd bij een 5-3 voorsprong voor Bertens gestaakt, waarna de Wateringse deze voorsprong bij het hervatten van de match niet wist te benutten. De eerste wedstrijd van het seizoen eindigde zo met verlies in de eerste ronde enkelspel. In het dubbelspel speelden Bertens en Larsson later in ronde een tegen Anastasija Pavljoetsjenkova en Yanina Wickmayer van wie zij in straight sets wisten te winnen. In de kwartfinale speelden Larsson en Bertens vervolgens tegen het wildcard-duo Marina Erakovic en Laura Robson van wie zij ook wisten te winnen. Zodoende belandde het Nederlands-Zweedse duo in de halve finale, waarin zij tegen het duo Kirsten Flipkens en Jeļena Ostapenko door opgave een walk-over kregen, waardoor de finale zonder spelen werd bereikt. In de finale namen Bertens en Larsson het op tegen de Tsjechische Renata Voráčová en Demi Schuurs op wie het duo na 52 minuten een 6-2, 6-2 winst wist te boeken. Hierdoor mocht Bertens haar derde achtereenvolgende dubbelspeltitel op haar naam schrijven sinds het WTA-toernooi van Linz.

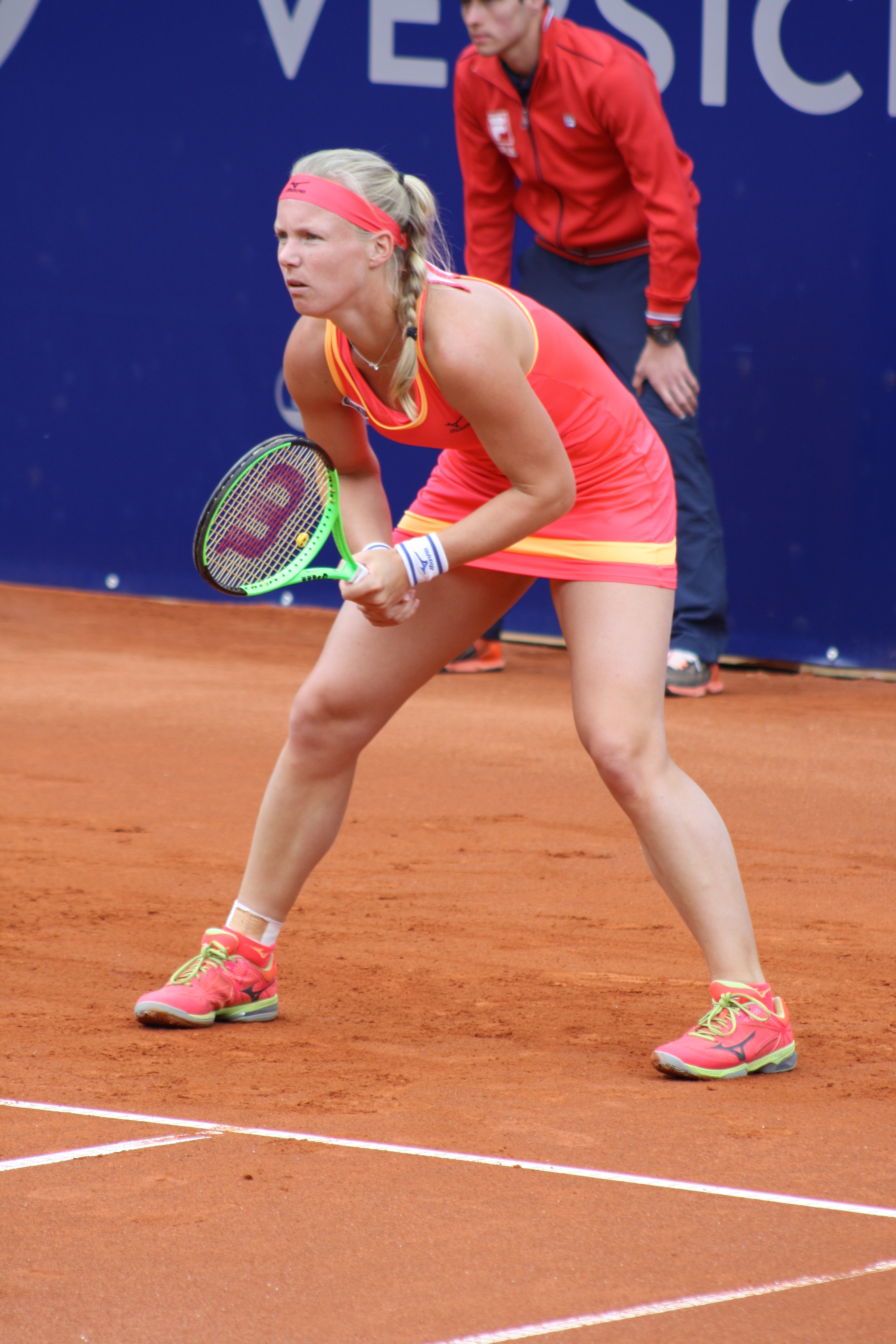
Bertens op het toernooi van Neurenberg in 2017

Vervolgens speelde Bertens het WTA-toernooi van Hobart waar zij de kwartfinale wist te bereiken. Op het Australian Open ging het Bertens minder goed af en verloor zij in de eerste ronde van de Amerikaanse Varvara Lepchenko. Na dit verlies volgde een reeks van nederlagen in de eerste ronde voor Bertens. In Sint-Petersburg verloor zij van Annika Beck, in Dubai van Christina McHale en in Doha van voormalig nr.1 Caroline Wozniacki. Op het grote toernooi van Indian Wells wist Bertens in de tweede ronde te winnen van de Zwitserse voormalig nr. 7 van de wereld Belinda Bencic nadat zij een vrijstelling voor de eerste ronde had – in de derde ronde verloor zij nipt van een andere Zwitserse, Timea Bacsinszky. Bij het toernooi van Miami verloor Bertens wederom haar eerste partij, ditmaal in de tweede ronde van de Japanse Risa Ozaki na een vrijstelling in de eerste ronde. Op het toernooi van Charleston strandde Bertens in de derde ronde tegen de in vorm verkerende Kroatische Mirjana Lučić-Baroni met 7-6 en 6-4. Eind mei won zij voor de tweede keer het WTA-toernooi van Neurenberg – in de finale was zij te sterk voor de Tsjechische Barbora Krejčíková: 6-2 en 6-1. In juli won zij het toernooi van Gstaad, eveneens op gravel – hier won Bertens niet alleen de enkelspeltitel, maar ook die in het dubbelspel, met Larsson aan haar zijde. Na het toernooi van Gstaad ging Bertens naar het Zweedse toernooi van Båstad – zij begon goed aan het toernooi door in de eerste ronde te winnen van Carina Witthöft met 6-1 en 6-4; in de tweede ronde trok de Nederlandse zich terug uit het toernooi vanwege een schouderblessure. Na het gravelseizoen nam Bertens rust en keerde terug op het toernooi van Cincinnati – zij stond in de eerste ronde tegenover Océane Dodin en won gemakkelijk met 6-3 en 6-0; in de tweede ronde kwam Bertens de nummer 7 van de wereld tegen: Johanna Konta en verloor met tweemaal 3-6. Het volgende toernooi op de agenda van de Nederlandse was het toernooi van New Haven, maar de Nederlandse verloor al in de eerste ronde van Elise Mertens met 6-4, 4-6 en 2-6. Met Johanna Larsson won zij het toernooi van Seoel en het toernooi van Linz. Hierdoor kwalificeerden zij zich voor het eindejaarskampioenschap in Singapore – in de eerste ronde klopten zij het Australische duo Ashleigh Barty en Casey Dellacqua, en in de halve finale wisten zij ook de als tweede geplaatste Russinnen Jekaterina Makarova en Jelena Vesnina uit te schakelen; in de finale was het derde reekshoofd, Tímea Babos / Andrea Hlaváčková in de match-tiebreak te sterk voor hen.

### 2018

#### Eerste hardcourtseizoen
Bertens won het eerste dubbelspeltoernooi waaraan zij deelnam, het toernooi van Brisbane, samen met Demi Schuurs. Het was haar eerste titel op Premier-niveau. Op 16 april bereikte zij positie 16 op de WTA-ranglijst in het dubbelspel. In het enkelspel was ze minder succesvol, ze werd al in 2017 in de openingsronde uitgeschakeld door Ana Konjuh. Haar volgende voorbereidingstoernooi op de Australian Open was WTA-Sydney. Hier versloeg ze de Amerikaanse Kristie Ahn in de openingsronde, waarna ze in de tweede ronde moest buigen voor Garbiñe Muguruza.
Op de Australian Open was Bertens redelijk succesvol. Ze won de eerste twee ronden van Bellis en Gibbs voor ze zich in de derde ronde moest neerleggen bij het feit dat Caroline Wozniacki, de nummer twee van de wereld, op dat moment de betere speelster was.
De rest van het eerste hardcourtseizoen was minder succesvol voor Kiki Bertens. Ze verloor in de eerste ronde van het WTA-toernooi van Sint-Petersburg en dat van Dubai. Ook op het Premier Mandatory-toernooi van Indian Wells verloor ze in de eerste ronde, en wel van Serena Williams. In het Premier Mandatory-toernooi van Miami versloeg ze in de eerste ronde weliswaar nog Varvara Lepchenko, maar in de tweede ronde gaf ze een zeer goede wedstrijdstand weg om alsnog in drie sets te verliezen van Venus Williams. Hierbij speelden zenuwen een rol.

#### Gravelseizoen
Bertens begon het gravelseizoen op het Premier-toernooi van Charleston. Ze versloeg Cepede, Krunic, Stollar, Cornet en Keys (WTA-14) op weg naar de finale. Vervolgens won ze haar eerste WTA-Premiertitel uit haar enkelspelcarrière door in de finale Julia Görges te verslaan met 6–2 en 6–1. Daarentegen werd het WTA-toernooi van Stuttgart geen succes; ze verloor in de eerste ronde van Karolina Plíšková. Op het Premier Mandatory-toernooi van Madrid bereikte zij haar beste finale tot dan toe, door onder meer Caroline Wozniacki (WTA-2), Caroline Garcia (WTA-7) en Maria Sjarapova te verslaan – in de finale moest zij haar meerdere erkennen in de Tsjechische Petra Kvitová (WTA-10). Door deze prestatie bereikte Bertens haar beste klassering tot dan toe op de WTA-ranglijst, de vijftiende plaats. In het Premier Five-toernooi van Rome verloor ze in de eerste ronde van Maria Sakkari, die ze in Madrid nog verslagen had. Na afloop aan het graveltoernooi van Madrid publiceerde de WTA een geschatte gravelranking waarop Bertens de tweede positie bekleedde. Ze hoefde alleen Simona Halep voor zich te dulden.
Vervolgens keerde Bertens terug naar Neurenberg, in een poging daar haar derde titel op rij te winnen. Bertens won inderdaad de eerste twee partijen, maar het ging met veel moeite en het bleek ook op de baan duidelijk dat ze te veel druk op haar schouders voelde. Kirsten Flipkens was degene die dit in de kwartfinales dan ook af wist te straffen.
De week daarop startte Roland Garros. In de eerste twee ronden versloeg ze Sabalenka en Sasnovitsj, maar in de derde ronde werd zij uitgeschakeld door de Duitse Angelique Kerber.

#### Grasseizoen
Bertens begon haar grasseizoen op het thuistoernooi van Rosmalen. Ze versloeg Natalja Vichljantseva in de eerste ronde en verloor van Kirsten Flipkens in de tweede. In Eastbourne, twee weken later, verloor Bertens in de eerste ronde van Mihaela Buzărnescu. Al de drie partijen werden in drie sets beslist. In haar spel was te zien dat ze haar nieuwe, aanvallende stijl ook op gras door probeerde te zetten. Een week later begon Wimbledon; ze bereikte daar de kwartfinale door achtereenvolgens Stefkova, Blinkova, Venus Williams en Karolína Plíšková te verslaan. In die kwartfinale verloor ze van Julia Görges. Commentatoren zeiden al vaker dat Bertens het spel had om het goed te doen op gras, maar haar wijziging in speelstijl bleek genoeg om voortaan ook op haar meest gehate baansoort goede resultaten te kunnen boeken.

#### Tweede hardcourtseizoen
Bertens besloot haar Gstaad-titel van 2017 niet te verdedigen. Ze ging zich voorbereiden op het Noord-Amerikaanse hardcourtseizoen. Dat seizoen begon bemoedigend voor haar op het WTA-toernooi van Montréal (categorie Premier Five, 900 punten voor de wereldranglijst voor de winnares), waar ze eerst de Canadese Zhao en vervolgens de nummers negen en acht van de wereld, te weten Karolína Plíšková respectievelijk Petra Kvitová, versloeg in de eerste drie ronden. Daarna werd ze uitgeschakeld in de kwartfinale door Ashleigh Barty, die op dat moment de nummer zestien van de wereld was.
Het volgende toernooi op de kalender was het WTA-toernooi van Cincinnati, net als dat in Montreal een Premier Five-toernooi. Bertens bereikte de finale door achtereenvolgens Vandeweghe, Wozniacki (WTA-2), Kontaveit, Svitolina (WTA-7) en Kvitová (WTA-6) te verslaan. Op 19 augustus 2018 won Bertens ten slotte de grootste titel uit haar loopbaan door in de finale in drie sets de nummer 1 van de wereld Simona Halep te verslaan. Het was haar eerste WTA-titel op hardcourt en de zesde in totaal. Hierdoor steeg Bertens naar haar hoogste positie tot dan toe op de WTA-ranglijst: plaats 13.
Bertens startte op het US Open waar zij in de eerste ronde Kristýna Plíšková en in de tweede ronde Francesca Di Lorenzo in twee sets versloeg. Zij strandde in de derde ronde na verlies tegen de nummer 103 van de wereld, Markéta Vondroušová. Na het US Open wist Bertens op het WTA-toernooi van Seoel haar zevende WTA-titel te veroveren – in de finale versloeg zij Ajla Tomljanović in drie sets. Hierdoor steeg Bertens naar de elfde plaats op de wereldranglijst. Doordat rivale Karolína Plíšková ook wist te winnen in diezelfde week, bleef Bertens steken op de negende plaats in de race naar de WTA Finals in Singapore. Ook na het spelen van toernooien in achtereenvolgens Wuhan, Peking, Linz en Moskou slaagde Bertens er niet in om zich te voegen bij de beste acht van het seizoen – hierdoor leek deelname aan het eindejaarskampioenschap aan haar neus voorbij te gaan. Door een blessure van Simona Halep mocht Bertens zich evenwel toch melden in Singapore.
Tijdens de WTA Finals in Singapore werd Bertens in de rode groep ingedeeld met Angelique Kerber, Sloane Stephens en Naomi Osaka. Door winst op zowel Kerber als Osaka wist Bertens zich te plaatsen voor de halve finales als nummer 2 van haar groep. In de halve finale verloor Bertens in drie sets van de latere toernooiwinnares Elina Svitolina. Bertens sloot hiermee haar beste seizoen tot dusver af als nummer 9 van de WTA-ranglijst. Zij werd tijdens de WTA Finals onderscheiden als "meest verbeterde speler van het seizoen".

### 2019
Hoewel Bertens op het Australian Open niet verder kwam dan de tweede ronde, verslagen door Anastasija Pavljoetsjenkova, steeg zij toch naar de achtste plaats op de wereldranglijst, waarmee zij Brenda Schultz voorbijstreefde. Een week later won zij het toernooi van Sint-Petersburg, waarbij zij in de kwartfinale revanche nam op Pavljoetsjenkova. Hoewel Bertens in Dubai haar openingspartij verloor, steeg zij toch naar de zevende plaats op de wereldranglijst, waarmee zij Kea Bouman voorbijstreefde.
In mei won Bertens het Premier Mandatory-toernooi van Madrid door in de finale de Roemeense Simona Halep te verslaan. Hiermee werd zij de eerste in de historie van het WTA-toernooi van Madrid die de titel won zonder ook maar één set te verliezen. Onderweg versloeg zij vier grandslamkampioenen: Jeļena Ostapenko (tweede ronde), Petra Kvitová (kwartfinale), Sloane Stephens (halve finale) en Simona Halep (finale). Hierdoor steeg Bertens naar de vierde plaats op de wereldranglijst, de hoogste positie ooit van een Nederlands tennisspeelster. In mei begon ze als een van de favorieten aan Roland Garros – ze moest echter in de tweede ronde opgeven wegens ziekte.

### 2021
Vlak voor de Olympische Spelen in 2021 gaf ze aan na de spelen met toptennis te stoppen. Als reden verkondigde ze dat haar lichaam te veel mankementen vertoonde. In het enkelspel werd ze in Tokio in de eerste ronde uitgeschakeld. In het dubbelspel behaalde ze met Demi Schuurs de tweede ronde. Ze had zich in Tokio ook aangemeld voor het mixed dubbel, maar aangezien Jean-Julien Rojer positief testte op COVID-19 besloot TeamNL om niet deel te nemen.

## Privé
Bertens is sinds 2019 getrouwd. Het stel heeft samen een zoon en een dochter, geboren in 2022 en in 2024.

## Palmares
| Legenda                 |
| ----------------------- |
| Grandslamtoernooi       |
| Olympische Spelen       |
| Year-End Championships  |
| Premier Mandatory       |
| Premier Five / WTA 1000 |
| Premier / WTA 500       |
| International / WTA 250 |
| Challenger / WTA 125    |

### WTA-finaleplaatsen enkelspel
| nr.              | finale     | toernooi                | ondergrond    | tegenstandster       | score         |         |
| ---------------- | ---------- | ----------------------- | ------------- | -------------------- | ------------- | ------- |
| gewonnen finales |            |                         |               |                      |               |         |
| 1.               | 2012-04-28 | WTA Fez                 | gravel        | Laura Pous Tió       | 7-5, 6-0      | details |
| 2.               | 2016-05-21 | WTA Neurenberg          | gravel        | Mariana Duque Mariño | 6-2, 6-2      | details |
| 3.               | 2017-05-27 | WTA Neurenberg (2)      | gravel        | Barbora Krejčíková   | 6-2, 6-1      | details |
| 4.               | 2017-07-23 | WTA Gstaad              | gravel        | Anett Kontaveit      | 6-4, 3-6, 6-1 | details |
| 5.               | 2018-04-08 | WTA Charleston          | gravel        | Julia Görges         | 6-2, 6-1      | details |
| 6.               | 2018-08-19 | WTA Cincinnati          | hardcourt     | Simona Halep         | 2-6, 7-6, 6-2 | details |
| 7.               | 2018-09-23 | WTA Seoel               | hardcourt     | Ajla Tomljanović     | 7-6, 4-6, 6-2 | details |
| 8.               | 2019-02-03 | WTA Sint-Petersburg     | hardcourt (i) | Donna Vekić          | 7-6, 6-4      | details |
| 9.               | 2019-05-11 | WTA Madrid              | gravel        | Simona Halep         | 6-4, 6-4      | details |
| 10.              | 2020-02-16 | WTA Sint-Petersburg (2) | hardcourt (i) | Jelena Rybakina      | 6-1, 6-3      | details |
| verloren finales |            |                         |               |                      |               |         |
| 1.               | 2016-07-17 | WTA Gstaad              | gravel        | Viktorija Golubic    | 6-4, 3-6, 4-6 | details |
| 2.               | 2018-05-12 | WTA Madrid              | gravel        | Petra Kvitová        | 6-7, 6-4, 3-6 | details |
| 3.               | 2019-06-16 | WTA Rosmalen            | gras          | Alison Riske         | 6-0, 6-7, 5-7 | details |
| 4.               | 2019-07-28 | WTA Palermo             | gravel        | Jil Teichmann        | 6-7, 2-6      | details |
| 5.               | 2019-10-27 | WTA Elite Trophy        | hardcourt (i) | Aryna Sabalenka      | 4-6, 2-6      | details |

### WTA-finaleplaatsen vrouwendubbelspel
| nr.              | finale     | toernooi       | ondergrond    | partner          | tegenstandsters                                | score            |         |
| ---------------- | ---------- | -------------- | ------------- | ---------------- | ---------------------------------------------- | ---------------- | ------- |
| gewonnen finales |            |                |               |                  |                                                |                  |         |
| 1.               | 2015-01-17 | WTA Hobart     | hardcourt     | Johanna Larsson  | Vitalia Djatsjenko Monica Niculescu            | 7-5, 6-3         | details |
| 2.               | 2015-07-19 | WTA Båstad     | gravel        | Johanna Larsson  | Tatjana Maria Olha Savtsjoek                   | 7-5, 6-4         | details |
| 3.               | 2016-05-21 | WTA Neurenberg | gravel        | Johanna Larsson  | Shuko Aoyama Renata Voráčová                   | 6-3, 6-4         | details |
| 4.               | 2016-10-16 | WTA Linz       | hardcourt (i) | Johanna Larsson  | Anna-Lena Grönefeld Květa Peschke              | 4-6, 6-2, [10-7] | details |
| 5.               | 2016-10-22 | WTA Luxemburg  | hardcourt (i) | Johanna Larsson  | Monica Niculescu Patricia Maria Țig            | 4-6, 7-5, [11-9] | details |
| 6.               | 2017-01-07 | WTA Auckland   | hardcourt     | Johanna Larsson  | Demi Schuurs Renata Voráčová                   | 6-2, 6-2         | details |
| 7.               | 2017-07-23 | WTA Gstaad     | gravel        | Johanna Larsson  | Viktorija Golubic Nina Stojanović              | 7-6, 4-6, [10-7] | details |
| 8.               | 2017-09-24 | WTA Seoel      | hardcourt     | Johanna Larsson  | Luksika Kumkhum Peangtarn Plipuech             | 6-4, 6-1         | details |
| 9.               | 2017-10-15 | WTA Linz       | hardcourt (i) | Johanna Larsson  | Natela Dzalamidze Xenia Knoll                  | 3-6, 6-3, [10-4] | details |
| 10.              | 2018-01-06 | WTA Brisbane   | hardcourt     | Demi Schuurs     | Andreja Klepač María José Martínez Sánchez     | 7-5, 6-2         | details |
| verloren finales |            |                |               |                  |                                                |                  |         |
| 1.               | 2015-09-27 | WTA Seoel      | hardcourt     | Johanna Larsson  | Lara Arruabarrena Andreja Klepač               | 6-2, 3-6, [6-10] | details |
| 2.               | 2016-02-27 | WTA Acapulco   | hardcourt     | Johanna Larsson  | Anabel Medina Garrigues Arantxa Parra Santonja | 0-6, 4-6         | details |
| 3.               | 2017-06-17 | WTA Rosmalen   | gras          | Demi Schuurs     | Dominika Cibulková Kirsten Flipkens            | 6-4, 4-6, [6-10] | details |
| 4.               | 2017-10-29 | WTA Finals     | hardcourt (i) | Johanna Larsson  | Tímea Babos Andrea Hlaváčková                  | 6-4, 4-6, [5-10] | details |
| 5.               | 2018-06-16 | WTA Rosmalen   | gras          | Kirsten Flipkens | Elise Mertens Demi Schuurs                     | 3-3, opgave      | details |
| 6.               | 2020-01-12 | WTA Brisbane   | hardcourt     | Ashleigh Barty   | Hsieh Su-wei Barbora Strýcová                  | 6-3, 6-7, [8-10] | details |

### Gewonnen ITF-toernooien enkelspel
| nr. | finale     | toernooi  | dotatie  | ondergrond    | tegenstandster in finale | score         |
| --- | ---------- | --------- | -------- | ------------- | ------------------------ | ------------- |
| 1.  | 2009-08-31 | Almere    | $ 10.000 | gravel        | Angelique van der Meet   | 6-2, 6-4      |
| 2.  | 2009-09-28 | Antalya   | $ 10.000 | gravel        | Nanuli Pipiya            | 6-2, 6-2      |
| 3.  | 2010-06-21 | Rotterdam | $ 10.000 | gravel        | Daniëlle Harmsen         | 6-4, 6-2      |
| 4.  | 2011-08-14 | Koksijde  | $ 25.000 | gravel        | Elitsa Kostova           | 6-2, 6-1      |
| 5.  | 2012-03-05 | Irapuato  | $ 25.000 | hardcourt     | Jaroslava Sjvedova       | 6-4, 2-6, 6-1 |
| 6.  | 2012-03-25 | Bath      | $ 25.000 | hardcourt (i) | Annika Beck              | 6-4, 3-6, 6-3 |
| 7.  | 2015-08-09 | Koksijde  | $ 25.000 | gravel        | Myrtille Georges         | 3-6, 6-2, 6-3 |

### Gewonnen ITF-toernooien dubbelspel
| nr. | finale     | toernooi          | dotatie   | ondergrond | partner          | tegenstandsters in finale               | score            |
| --- | ---------- | ----------------- | --------- | ---------- | ---------------- | --------------------------------------- | ---------------- |
| 1.  | 2009-07-27 | Bree              | $ 10.000  | gravel     | Quirine Lemoine  | An-Sophie Mestach Demi Schuurs          | 6-1, 6-0         |
| 2.  | 2009-08-03 | Rebecq            | $ 10.000  | gravel     | Nicole Thijssen  | Patricia Chirea Valentina Sulpizio      | 6-2, 7-5         |
| 3.  | 2009-08-31 | Almere            | $ 10.000  | gravel     | Nicole Thijssen  | Daniëlle Harmsen Kim Kilsdonk           | 4-6, 6-2, [10-4] |
| 4.  | 2009-09-28 | Antalya           | $ 10.000  | gravel     | Marcella Koek    | Barbara Sobaszkiewicz Sylwia Zagórska   | 6-4, 0-6, [10-4] |
| 5.  | 2009-11-09 | Jersey            | $ 10.000  | hardcourt  | Daniëlle Harmsen | Tímea Babos Malou Ejdesgaard            | 7-5, 7-5         |
| 6.  | 2010-03-15 | Antalya           | $ 10.000  | gravel     | Daniëlle Harmsen | Fatma Al Nabhani Andrea Koch Benvenuto  | 6-2, 6-4         |
| 7.  | 2010-09-27 | Helsinki          | $ 25.000  | hardcourt  | Richèl Hogenkamp | Kristina Mladenovic Joelija Bejhelzymer | 6-3, 7-5         |
| 8.  | 2011-08-07 | Monteroni         | $ 25.000  | gravel     | Nicole Rottmann  | Gioia Barbieri Anastasia Grymalska      | 6-0, 6-3         |
| 9.  | 2011-11-06 | Ismaning          | $ 50.000  | tapijt     | Anne Keothavong  | Kristina Barrois Yvonne Meusburger      | 6-3, 6-3         |
| 10. | 2014-05-11 | Cagnes-sur-Mer    | $ 100.000 | gravel     | Johanna Larsson  | Tatiana Búa Daniela Seguel              | 7-6, 6-4         |
| 11. | 2015-08-01 | Sobota/Rokietnica | $ 75.000  | gravel     | Richèl Hogenkamp | Cornelia Lister Jeļena Ostapenko        | 7-6, 6-4         |

## Resultaten grote toernooien
| Legenda | Legenda                          |
| ------- | -------------------------------- |
| g.t.    | geen toernooi gehouden           |
| l.c.    | lagere categorie                 |
| –       | niet deelgenomen                 |
| G       | uitgeschakeld in de groepsfase   |
| 1R      | uitgeschakeld in de eerste ronde |
| 2R      | uitgeschakeld in de tweede ronde |
| 3R      | uitgeschakeld in de derde ronde  |
| 4R      | uitgeschakeld in de vierde ronde |
| KF      | uitgeschakeld in de kwartfinale  |
| HF      | uitgeschakeld in de halve finale |
| F       | de finale verloren               |
| W       | het toernooi gewonnen            |
| w-v     | winst/verlies-balans             |

### Enkelspel
| toernooi            | 2012 | 2013 | 2014 | 2015 | 2016 | 2017 | 2018 | 2019 | 2020 |
| ------------------- | ---- | ---- | ---- | ---- | ---- | ---- | ---- | ---- | ---- |
| grandslamtoernooien |      |      |      |      |      |      |      |      |      |
| Australian Open     | –    | 1R   | 1R   | 2R   | 1R   | 1R   | 3R   | 2R   | 4R   |
| Roland Garros       | 1R   | 1R   | 4R   | 1R   | HF   | 2R   | 3R   | 2R   | 4R   |
| Wimbledon           | 2R   | 1R   | –    | 1R   | 3R   | 1R   | KF   | 3R   | g.t. |
| US Open             | 2R   | 1R   | 1R   | 2R   | 1R   | 1R   | 3R   | 3R   | –    |
| WTA Finals          |      |      |      |      |      |      |      |      |      |
| WTA Finals          | –    | –    | –    | –    | –    | –    | HF   | G    |      |
| Premier Mandatory   |      |      |      |      |      |      |      |      |      |
| Indian Wells        | –    | 2R   | –    | 1R   | 1R   | 3R   | 2R   | 4R   |      |
| Miami               | –    | 2R   | 2R   | 1R   | 3R   | 2R   | 3R   | 4R   |      |
| Madrid              | –    | 1R   | –    | –    | –    | KF   | F    | W    |      |
| Peking              | –    | –    | –    | –    | –    | 1R   | 3R   | HF   |      |
| Premier Five        |      |      |      |      |      |      |      |      |      |
| Dubai/Doha          | –    | –    | –    | –    | –    | 1R   | –    | 2R   |      |
| Rome                | –    | 2R   | –    | –    | 1R   | HF   | 1R   | HF   |      |
| Montréal/Toronto    | 2R   | 2R   | 1R   | –    | –    | –    | KF   | 3R   |      |
| Cincinnati          | 1R   | –    | –    | –    | 1R   | 2R   | W    | 2R   |      |
| Tokio/Wuhan         | –    | –    | –    | –    | –    | 2R   | 2R   | 3R   |      |
| olympisch           |      |      |      |      |      |      |      |      |      |
| Olympische Spelen   | –    | g.t. | g.t. | g.t. | 1R   | g.t. | g.t. | g.t. |      |
| statistieken        |      |      |      |      |      |      |      |      |      |
| titels per jaar     | 1    | 0    | 0    | 0    | 1    | 2    | 3    | 2    | 1    |
| eindejaarsranking   | 63   | 87   | 69   | 101  | 22   | 31   | 9    | 9    |      |

### Dubbelspel
| toernooi            | 2012 | 2013 | 2014 | 2015 | 2016 | 2017 | 2018 | 2019 |
| ------------------- | ---- | ---- | ---- | ---- | ---- | ---- | ---- | ---- |
| grandslamtoernooien |      |      |      |      |      |      |      |      |
| Australian Open     | –    | 1R   | 1R   | KF   | 1R   | 2R   | 1R   | –    |
| Roland Garros       | 1R   | 1R   | –    | 1R   | KF   | 3R   | 3R   | –    |
| Wimbledon           | –    | –    | –    | 1R   | 2R   | 1R   | 3R   | –    |
| US Open             | 1R   | 2R   | 1R   | 3R   | 2R   | 3R   | 2R   | –    |
| WTA Finals          |      |      |      |      |      |      |      |      |
| WTA Finals          | –    | –    | –    | –    | –    | F    | –    | –    |
| Premier Mandatory   |      |      |      |      |      |      |      |      |
| Indian Wells        | –    | –    | –    | –    | 2R   | 2R   | 1R   | KF   |
| Miami               | –    | –    | –    | 1R   | 1R   | –    | 1R   | –    |
| Madrid              | –    | –    | –    | –    | –    | KF   | 1R   | –    |
| Peking              | –    | –    | –    | –    | –    | KF   | –    | –    |
| Premier Five        |      |      |      |      |      |      |      |      |
| Dubai/Doha          | –    | –    | –    | –    | –    | 2R   | –    | –    |
| Rome                | –    | –    | –    | –    | 2R   | 1R   | –    | –    |
| Montréal/Toronto    | –    | –    | –    | –    | –    | –    | KF   | –    |
| Cincinnati          | –    | –    | –    | –    | 2R   | 1R   | –    | 2R   |
| Tokio/Wuhan         | –    | –    | –    | –    | –    | 1R   | 1R   | 1R   |
| olympisch           |      |      |      |      |      |      |      |      |
| Olympische Spelen   | –    | g.t. | g.t. | g.t. | –    | g.t. | g.t. | g.t. |
| statistieken        |      |      |      |      |      |      |      |      |
| titels per jaar     | 0    | 0    | 0    | 2    | 3    | 4    | 1    | 0    |
| eindejaarsranking   | 296  | 326  | 251  | 38   | 37   | 19   | 43   | 178  |

### Gemengd dubbelspel
| toernooi        | 2016 |
| --------------- | ---- |
| Australian Open | –    |
| Roland Garros   | –    |
| Wimbledon       | 2R   |
| US Open         | –    |

## Overwinningen op top tien-speelsters
| Legenda                 |
| ----------------------- |
| Grandslamtoernooi       |
| Olympische Spelen       |
| Year-End Championships  |
| Premier Mandatory       |
| Premier Five / WTA 1000 |
| Premier / WTA 500       |
| International / WTA 250 |
| Challenger / WTA 125    |

| Seizoen       | 2016 | 2017 | 2018 | 2019 | Totaal |
| Overwinningen | 3    | 0    | 12   | 8    | 23     |

| nr.  | tegenstandster     | rang   | toernooi                         | ondergrond    | ronde        | score         |
| ---- | ------------------ | ------ | -------------------------------- | ------------- | ------------ | ------------- |
| 2016 |                    |        |                                  |               |              |               |
| 1.   | Roberta Vinci      | no. 7  | WTA Neurenberg, Duitsland        | gravel        | 2e ronde     | 6–4, 7–6      |
| 2.   | Angelique Kerber   | no. 3  | Roland Garros, Parijs, Frankrijk | gravel        | 1e ronde     | 6–2, 3–6, 6–3 |
| 3.   | Timea Bacsinszky   | no. 9  | Roland Garros, Parijs, Frankrijk | gravel        | kwartfinale  | 7–5, 6–2      |
| 2018 |                    |        |                                  |               |              |               |
| 4.   | Caroline Wozniacki | no. 2  | WTA Madrid, Spanje               | gravel        | 3e ronde     | 6–2, 6–2      |
| 5.   | Caroline Garcia    | no. 7  | WTA Madrid, Spanje               | gravel        | halve finale | 6–2, 6–2      |
| 6.   | Venus Williams     | no. 9  | Wimbledon, Londen, Engeland      | gras          | 3e ronde     | 6–2, 6–7, 8–6 |
| 7.   | Karolína Plíšková  | no. 8  | Wimbledon, Londen, Engeland      | gras          | 4e ronde     | 6–3, 7–6      |
| 8.   | Karolína Plíšková  | no. 9  | WTA Montréal, Canada             | hardcourt     | 2e ronde     | 6–2, 6–2      |
| 9.   | Petra Kvitová      | no. 8  | WTA Montréal, Canada             | hardcourt     | 3e ronde     | 6–3, 6–2      |
| 10.  | Caroline Wozniacki | no. 2  | WTA Cincinnati, Verenigde Staten | hardcourt     | 2e ronde     | 6–4, opgave   |
| 11.  | Elina Svitolina    | no. 7  | WTA Cincinnati, Verenigde Staten | hardcourt     | kwartfinale  | 6–4, 6–3      |
| 12.  | Petra Kvitová      | no. 6  | WTA Cincinnati, Verenigde Staten | hardcourt     | halve finale | 3–6, 6–4, 6–2 |
| 13.  | Simona Halep       | no. 1  | WTA Cincinnati, Verenigde Staten | hardcourt     | finale       | 2–6, 7–6, 6–2 |
| 14.  | Angelique Kerber   | no. 2  | WTA Finals, Singapore            | hardcourt (i) | groepsfase   | 1–6, 6–3, 6–4 |
| 15.  | Naomi Osaka        | no. 4  | WTA Finals, Singapore            | hardcourt (i) | groepsfase   | 6–3, opgave   |
| 2019 |                    |        |                                  |               |              |               |
| 16.  | Aryna Sabalenka    | no. 10 | WTA Sint-Petersburg, Rusland     | hardcourt (i) | halve finale | 7–6, 6–2      |
| 17.  | Angelique Kerber   | no. 5  | WTA Stuttgart, Duitsland         | gravel (i)    | kwartfinale  | 6–3, 6–4      |
| 18.  | Petra Kvitová      | no. 2  | WTA Madrid, Spanje               | gravel        | kwartfinale  | 6–2, 6–3      |
| 19.  | Sloane Stephens    | no. 8  | WTA Madrid, Spanje               | gravel        | halve finale | 6–2, 7–5      |
| 20.  | Simona Halep       | no. 3  | WTA Madrid, Spanje               | gravel        | finale       | 6–4, 6–4      |
| 21.  | Aryna Sabalenka    | no. 10 | WTA Eastbourne, Engeland         | gras          | kwartfinale  | 6–4, 3–6, 6–4 |
| 22.  | Elina Svitolina    | no. 3  | WTA Peking, China                | hardcourt     | kwartfinale  | 7–6, 6–2      |
| 23.  | Ashleigh Barty     | no. 1  | WTA Finals, China                | hardcourt (i) | groepsfase   | 3-6, 6–3, 6-4 |